# Електричне карактеристике звучника
Главне електричне карактеристике динамичке звучничке јединице јесу његова електрична импеданса у функцији фреквенције. Може да се прикаже исцртавањем на графикону, познатијем као крива импедансе.

## Објашњење
Најчешћи тип звучничке јединице јесте електро-механички актуатор који користи покретни калем круто повезан на мембрану звучника која је најчешће конусног облика. Други типови звучника имају сличности, али се разликују у детаљима између њиховог акустичног окружења и електричних својстава.
Звучнички калем у звучницима са кретним калемом је овешен у магнетном пољу коју ствара магнетска структура звучника. Струја протиче кроз калем (од појачала), магнетно поље коју ствара калем реагује са сталним магнетним пољем магнета и калем се помера (а са њим и мембрана звучника). Наизменична струја помера калем напред-назад.

### Резонанца
Део звучника који може да се помера (укључујући мембрану, вешање мембране, позиционер калема и сам калем) има одређену масу и крутост. Ово се најчешће поистовећује са једноставном масом која је обешена о опругу која има одређену резонантну фреквенцију на којој ће систем најслободније вибрирати.
Ова фреквенција звучника се назива "резонанција у слободном простору" и означена је са Fs. На овој фреквенцији, калем вибрира са максималном амплитудом и брзином, повратна електромагнетна сила коју ствара калем у мегнетном пољу је такође маскимална. Ово изазива ефективну вредност импедансе звучника да буде у свом максимуму на Fs и по природи је индуктивна.
На резонанцији, импеданса је чиста резистанса и након ње, док импеданса опада, импеданса постаје капацитивна. Импеданса достиже минимум (Zmin) на некој фреквенцији где се понаша скоро (не сасвим) само као резистанса на неком опсегу. Импеданса звучника која се тврди од стране произвођача (Znom) је добијена из ове Zmin вредности(погледати испод).
Након тачке Zmin импеданса је опет већином индуктивна и расте постепено. Фреквенција Fs и фреквенције изнад и испод ње где је импеданса једнака Zmax/√2 су битне за одређивање Тил/Смол параметара звучника који могу да се користе при дизајнирању одговарајуће звучничке кутије за звучничку јединицу, посебно за звучнике ниских фреквенција. Приметите да је Fs један од Т/С параметара звучника.

## Импеданса звучника и појачала
Промене импедансе звучника је битна ставка при дизајнирању аудио појачала. Сем других ствари, појачала која су дизајнирана да издрже такве промене су поузданија. Постоје два главна фактора која треба размотрити када се упарује звучник са појачалом.

### Минимална импеданса
Ово је минимална вредност у односу импедансе и фреквенције, која понекада може да буде мало већа од једносмерне отпорности калема која се добија мерењем са омметром. Минимална импеданса је значајна јер што је мања импеданса, мора да постоји већа струја унутар калема при истом напону. Излазни уређаји појачала су специфицирани на одређену максималну вредност струје, и када се она премаши, уређаји се често покваре.

### Номинална импеданса
Због реактивне природе импедансе звучника кроз аудио фреквентни опсег, давање једне импедансе звучнику је у принципу немогуће, што може да се види посматрањем импедансе у односу на фреквенције на слици изнад. Номинална импеданса звучника је згодна једнобројна референца која отприлике описује вредност импедансе звучника на већем делу аудио опсега. Номинална импеданса звучника је дефинисана са:
{\displaystyle Z_{\mathrm {nom} }=1.15\cdot Z_{\mathrm {min} }}
График изнад показује криву импедансе једног звучника у ваздуху (није постављен у кутију). Кућни хај-фај звучнички систем се најчешће састоји од две или више звучничке јединице, аудио скретнице која дели сигнал по опсегу фреквенција и шаље их до одговарајућих звучника. и кутије у којој су све ове компоненте постављене. Криве импедансе таквог система може да буде врло комплексна, и једноставна формула изнад није лако применљива.
Номинална импеданса која је специфицирана за комерцијалне звучничке системе може да помогне при одабиру одговарајућег звучника за дато појачало (или обратно). Ако кућно хај-фај појачало специфицира 8 Ома или већи електрични отпор, пажња треба да се обрати да се не користе звучници са нижом импедансом, што би изазвало да се од појачала тражи да даје више струје од вредности за коју је дизајнирано. Коришћење 4 Омског звучника на појачало које специфицира 8 Ома или више, може да доведе до квара појачала.

### Фазни угао импедансе
Промене импедансе оптерећења са фреквенцијом се преводе у фазне промене између напона и струје на излазу појачала. За резистивно оптерећење, најчешће (али не увек) напон на излазу појачала је максималан када је струја у минимуму (и напон је минималан на оптерећењу), и обрнуто, и као резултат дисипација снаге у тим уређајима је најмања. Али због комплексне и променљиве природе звучника/скретница и њиховог ефекта на фазни однос између напона и струје, струја неће обавезно бити у свом минимуму када је напон на излазу максималан - ово резултује повећаном дисипацијом у излазном степену појачала које се манифестује као грејање његових излазних елемената. Фазни угао се највише мења близу резонанције у звучницима са покретним калемом. Ако се ова ставка не узме у обзир током дизајнирања појачала, појачало може да се прегреје што ће изазвати његово искључивање, или квар на излазним елементима. Погледати фактор снаге за више детаља. 

### Проблеми пригушивања
Звучник се понаша као генератор када се калем помера у магнетном пољу. Када се звучнички калем помера у одговору на сигнал из појачала, калем индукује струју која се опире сигналу појачала и понаша се као "кочница" која тежи да заустави кретање калема. Ово се зове повратна електромагнетна сила. Ефекат кочнице је критичан при дизајнирању звучника, тако да се инжењери труде да искористе овај ефекат како би брзо зауставили мембрану звучника и да се калем налази на месту спреман да произведе наредни звук. Електрични сигнал који се индукује у калему путује назад кроз каблове до појачала. Добро дизајнирана појачала имају малу излазну импедансу тако да овај повратни сигнал има мали ефекат на појачало.
Типично су појачала са транзисторима у излазном степену имала много мању импедансу од цевних појачала. Толико да су разлике у пракси између номинално 16 Омског и номинално 4 Омског звучника биле безначајне да би се због њих мењала топологија појачала. Фактор пригушивања (однос излазне импедансе (појачала) према улазној импеданси (калем звучника)) је адекватан у било ком случају за добро дизајнирана појачала.
Цевна појачала имају значајно вишу излазну импедансу тако да она нормално садрже трансформатор са више секундара како би се боље прилагодила импедансни звучника. Звучници са 16 Ома (или звучничке јединице) би се повезивале на 16-Омски секундар, 8 Омски звучник на 8 Омски секундар, итд...
Ово је значајно јер однос између импедансе звучника и импедансе појачала на одређеној фреквенцији даје пригушење (апсорбује енергију) повратне електромагнетне силе коју ствара звучник. Ово је у пракси значајно да би се спречило звоњење које је у основи слободно вибрирање покретне структуре звучника када је он побуђен (када се напаја сигналом) на тој фреквенцији. Ово може лако да се види у водопад дијаграму при мерењу звучника. Добро прилагођен фактор пригушења може да контролише ове слободне вибрације покретне структуре и побољша звук звучника.